# Frans Jozef Blieck
Frans Jozef Blieck (Wervik, 24 december 1805 – aldaar, 28 april 1880) was een Vlaams notaris, schrijver en rederijker.

## Levensloop
Blieck was een van de twaalf kinderen van Charles Blieck (1771-1842) en Catherine Isaac (1774-1849). 
De vriendschap die zich ontpopte tussen hem en Maria Doolaeghe, leidde tot een intieme briefwisseling die uitmondde op een quasi-verloving. Ook Prudens Van Duyse was kandidaat voor een huwelijk met Doolaeghe. Waren zij het die er niet toe kwamen een huwelijksaanzoek te doen, zodat Maria Doolaeghe, het wachten moe werd, of was zij het die beiden afwees? Blieck lijkt alvast nogal boos op haar te zijn geworden. Zij trouwde op 26 april 1836 met Bruno van Acker, een verloskundige uit Kortrijk. Pas bijna tien jaar later, trouwde hij in 1845 met Rosalie Thilleur (1813-1847) uit Izegem, met wie hij een dochter had. Hij hertrouwde in 1849 met Stephanie Dumont (°1812) uit Wervik. De gevoerde briefwisseling Blieck-Doollaeghe-Van Duyse was ook interessant omdat ze inzicht gaf in de maatschappelijke problemen waarmee de betrokkenen worstelden. 
Hij werd achtereenvolgens notarisklerk (1825-1842) in Kortrijk, Brussel en Veurne, notaris in Izegem (1842-1856) en in Roeselare (1857-1858). Hij trok daarna opnieuw naar Wervik, waar hij, ziek geworden, gedurende meer dan 20 jaar als rentenier verbleef.

## Rederijker
Blieck werd van jongs af aan actief in de middens van de rederijkers, in de eerste plaats bij de rederijkerskamer De Drooghers in Wervik. Vanaf zijn 14de begon hij er toneel te spelen. In 1830 begon hij te dichten. Op 25 juni van datzelfde jaar werd zijn debuut Het nut van den Katholyken Godsdienst op de samenleving in Roeselare bekroond door de Zeegbare Herten. Hij werkte druk mee aan een aantal, vooral Gentse tijdschriften, zoals Nederduitsche Letteroefeningen of Kunst- en Letterblad. 
Hij nam ook deel aan de activiteiten van andere West-Vlaamse kamers. Hij knoopte er vriendschap aan, vooral met Maria Doolaeghe, maar ook met Ferdinand Snellaert, Karel Lodewijk Ledeganck, Philip Blommaert en Prudens Van Duyse. 
Hij nam vaak aan door rederijkerskamers uitgeschreven poëzieprijskampen deel. Zo verwierf hij een eerste prijs in 1830 in Roeselare, in 1835 bij IJver en Broedermin in Brugge met Belgen beminnaers van kunsten en wetenschappen en in Oostende in 1836 bij de kamer Wat Ryp, Wat Groen. In 1834 miste hij nipt de eerste prijs van een wedstrijd in Brussel met zijn werk De triomf der nationale onafhankelijkheid. Het lot des vaderlands. Dichtstuk. De eerste prijs ging toen naar Karel Lodewijk Ledeganck. In 1835 behaalde hij voor zijn werkstuk Treurzang op het afsterven van den dichter J.B.J. Hofman ook nog de tweede prijs bij de Kruisbroeders (Maria Doolaeghe behaalde de eerste prijs). In 1836 won hij de eerste prijs in Oostende bij Wat Ryp, wat Groen, komt Wysheid voên met De knagingen van een boos geweten én met de Losse onbezonnenheid der jeugd. In 1838 nam hij voor het laatst deel aan een rederijkerswedstrijd in Assenede met Een tafereel uit de Belgische geschiedenis: de heilige Dymphna en bekwam de gouden erepenning. Geleidelijk aan maakte de gelegenheids- en prijskamppoëzie plaats voor eenvoudigere en meer persoonlijke verzen die hij publiceerde in de drie delen van zijn Mengelpoëzy en zijn late Lentetuiltje. Zijn dichtbundels gaf hij meestal uit in eigen beheer en schonk ze weg.

## Publicaties
- De triomf der nationale onafhankelijkheid. Het lot des vaderlands, dichtstuk. "Met den tweeden gouden eerpenning te Brussel bekroont, in september 1834. Kortrijk, Drukkery Blanchet-Blanchet, 1834.
- De knagingen van een boos geweten, 1936.
- Mengelpoëzij, Deel I, Kortrijk, Jaspin, 1839.
- Mengelpoëzij, Deel 2, Roesselaere, Stock-Werbrouck, 1850.
- Proeve van vertaling in vrye dichtmaet van het psalmboek, Antwerpen, gebroeders Peeters, 1854.
- Geschiedenis der Wervicksche rederykkamer, oudtyds genaemd Droogaers, Rousselaere, De Brauwer-Stock, 1856.
- Mengelpoëzij, Deel 3, 1863.
- Lentetuiltje, met autobiographische aanteekeningen, Wervick, Vansuyt-Deltour, 1873.
- Twee blauwe schenen, tafelspel tusschen twee vrienden-muzikanten. Antwerpen, Dela Montagne. 1875.